# I:scintilla
I:Scintilla – amerykański zespół grający rock alternatywny.

## Historia
I:Scintilla została założona w 2003 roku przez Brittany Bindrim, Chada Minesa, i Jimiego Cookasa. W 2004 roku dzięki wytwórni Positron! Records wydali debiutancki album The Approach.
W 2006 roku dołączyli do belgijskiej wytwórni Alfa Matrix i wydali album Havestar EP, który przyniósł im uznanie. W 2007 roku ukazał się ich kolejny album Optics, który został dobrze przyjęty na niemieckiej top liście muzyki alternatywnej (Deutsche Alternative Charts). Fakt ten pomógł przekonać zespoły takie jak: Mortiis, Combichrist, Clan Of Xymox oraz kilka innych do wykonania remiksów utworów na dysk bonusowy.

## Aktualni członkowie
- Brittany Bindrim – śpiew
- Bethany Whisenhunt – gitara basowa
- Chad Mines – gitara
- Vince Grech – perkusja
- Jim Cookas – gitara, Programowanie, Syntezator

## Dyskografia

### Albumy
| # | Tytuł        | Rok  | Wytwórnia         |
| - | ------------ | ---- | ----------------- |
| 1 | The Approach | 2004 | Positron! Records |
| 2 | Havestar EP  | 2006 | Alfa Matrix       |
| 3 | Optics       | 2007 | Alfa Matrix       |

### Teledyski
| # | Tytuł                | Rok  | Reżyser       | Album       |
| - | -------------------- | ---- | ------------- | ----------- |
| 1 | Capsella [Toxin Mix] | 2005 | Chris Folkens | Havestar EP |